# لوهانسك
لوهانسك أو لُهَنسك (بالإنجليزية: Luhansk)‏ أو لوغانسك أو لُغَنسك (بالإنجليزية: Lugansk)‏ و (بالأوكرانية: Луга́нськ) و (بالروسية: Луга́нск) وهي مدينة تقع في لُهَنسك أوبلاست في شرق أوكرانيا بالقرب من الحدود مع روسيا، يبلغ عدد سكانها 425,848 حسب إحصاء سنة 2013م وتبلغ مساحتها 257 كلم مربع، تدور في هذه المدينة الآن معارك طاحنة بين القوات المسلحة الأوكرانية وبين قوات جمهورية لوغانسك الشعبية الموالية لروسيا التي تم إنشائها حديثاً بعد استفتاءات حالة دونباس 2014م، أغلبية سكان هذه المدينة هم من الروس ومن الناطقين باللغة الروسية تبلغ نسبة الروس 85 % ويوجد بها أيضاً أقليات من الأوكران والأرمن والتتار والبيلاروسيين.

## شخصيات مشهورة من المدينة
- مايكولا شماتكو نحات ورسام.
- سيرجي بوبكا قافز زانة أوكراني سوفييتي.
- فيدور إميليانينكو سياسي روسي وبطل فنون القتال المختلطة.
- كليمنت فوروشيلوف سياسي شيوعي سوفييتي.
- ألكساندر سوفوروف لاعب كرة قدم ومدرب أوكراني سوفييتي.
- سيرجي سيماك لاعب كرة قدم روسي.

## مدن شقيقة
- - كارديف
- - لوبلين
- - سيكشفهيرفار
- - داكنغ

## أعلام
- فلاديمير دال
- فلاديمير موساليموف
- أوليغ شيلاييف
- فلاديسلاف تيتوف
- سيرجي بوبكا
- فكتور أونوبكو
- سيرغي يوران